# Cnidopus japonicus
Cnidopus japonicus är en havsanemonart som först beskrevs av Addison Emery Verrill 1870.  Cnidopus japonicus ingår i släktet Cnidopus och familjen Actiniidae. Inga underarter finns listade i Catalogue of Life.